# 伊戈尔·福尔克
伊戈尔·福尔克（1950年1月19日—2024年11月14日），是愛沙尼亞的UFO專家。
出生於約蓋瓦。1968年畢業於塔林第二十一中學，1972年畢業於塔林理工大學。1970年至2000年間在塔林從事消防工作，2000年起在愛沙尼亞國家圖書館任職。
1985年成立了研究不明飛行物和異常現象的組織AKRAK。